# Пограничная служба Комитета национальной безопасности Республики Казахстан
Пограничная служба Комитета национальной безопасности Республики Казахстан (каз. Қазақстан Республикасы Ұлттық қауіпсіздік комитетінің Шекара қызметі) — является ведомством Комитета национальной безопасности Республики Казахстан, осуществляющим защиту и охрану Государственной границы Республики Казахстан  на суше, в территориальных водах (море) и внутренних водах (в том числе в подводной среде) в целях обеспечения целостности и неприкосновенности Государственной границы, поддержания законности и установленного порядка в пограничном пространстве.

## Задачи

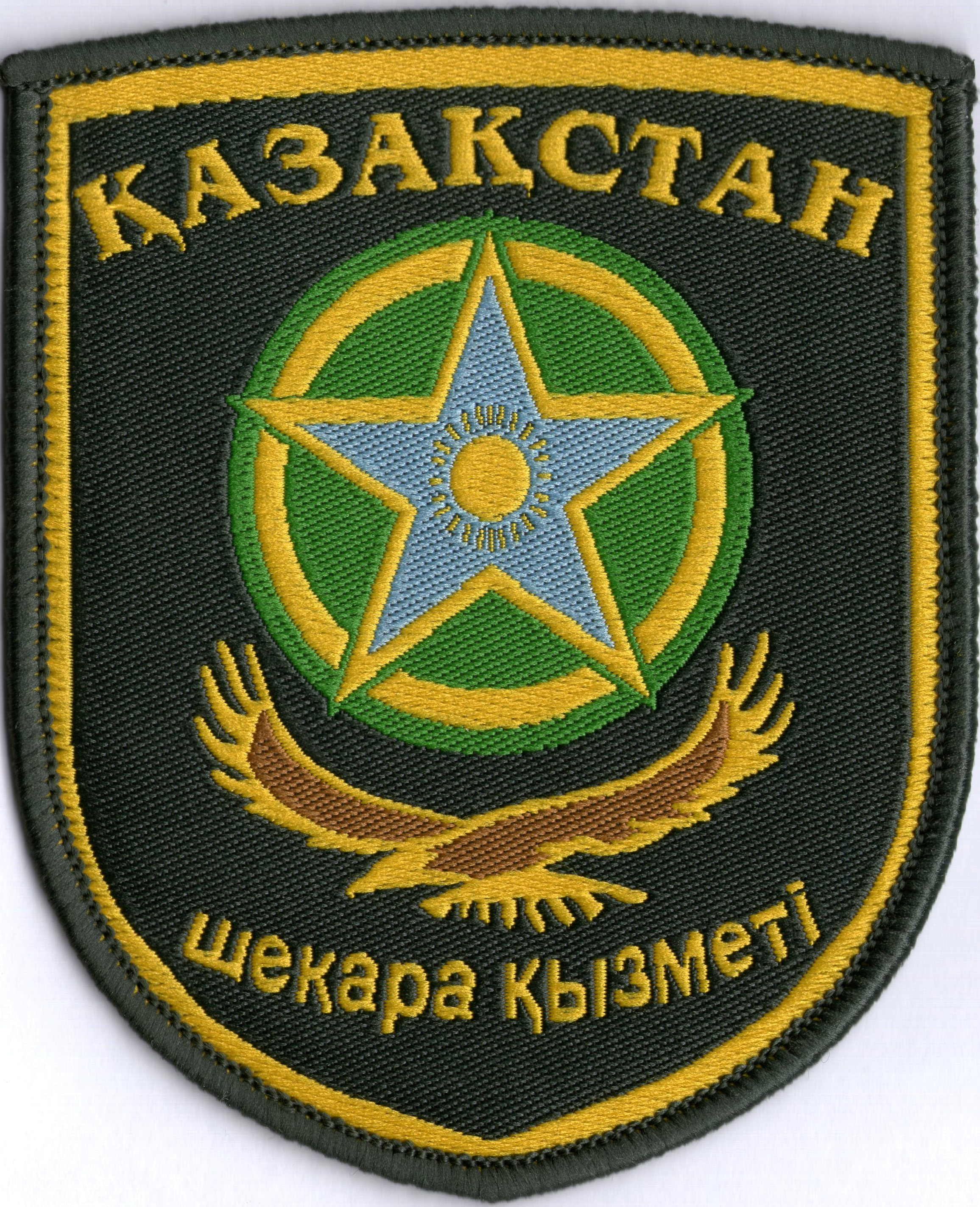
Нашивка на рукав военнослужащих пограничной службы

Флаг Пограничной службы КНБ РК

Флаг БОХР РК

1. Охрана и защита Государственной границы Республики Казахстан, её территориальной целостности и экономических интересов на Государственной границе;
2. Охрана территориальных вод (моря) и континентального шельфа Республики Казахстан;
3. Обеспечение соблюдения законодательства Республики Казахстан о Государственной границе и выполнения обязательств, вытекающих из международных договоров Республики Казахстан по вопросам режима Государственной границы;
4. Участие в решении задач обороны и безопасности Республики Казахстан на Государственной границе;
5. Содействие правоохранительным, природоохранным органам Республики Казахстан в защите граждан, природных богатств и окружающей среды в пограничной полосе.

## Структура
- органы управления;

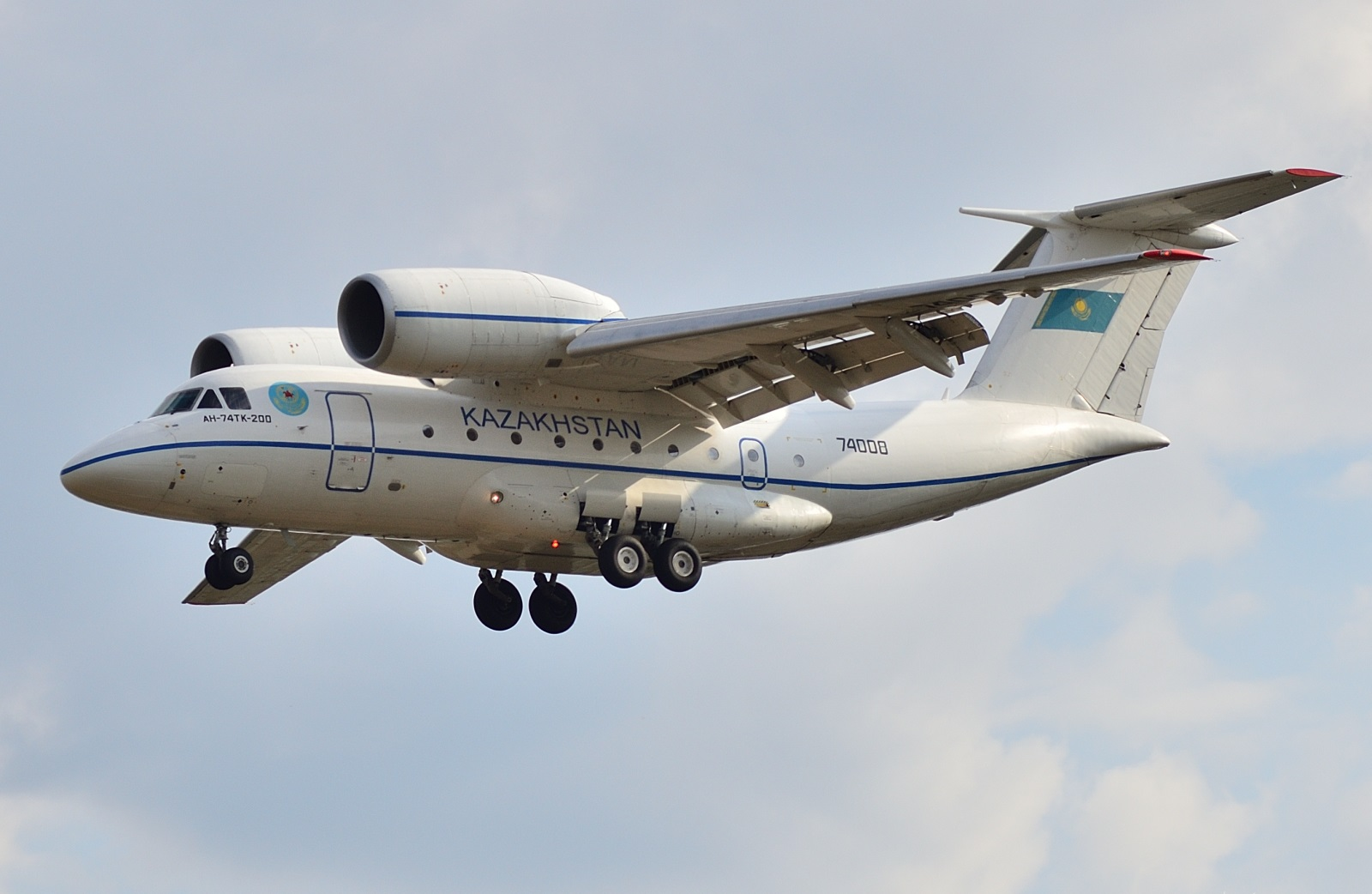
Самолет Ан-74ТК-200 авиаотряда погранслужбы Казахстана

- пограничные соединения (пограничные отряды);
- пограничные комендатуры;
- пограничные заставы;
- отдельные контрольно-пропускные пункты;
- авиационные части;
- морские части;
- специальные части;
- военно-учебные заведения;
- части и подразделения обеспечения;
- Управление специального назначения — пограничный спецназ («зелёный спецназ»).

## Региональное управление
Существовавшие прежде региональные управления (действовавшие на территории нескольких областей) заменены областными территориальными департаментами ПС КНБ РК.

## Техника и вооружение
| Тип                              | Фото                          | Производство                  | Назначение                    | Количество 2024 год           | Примечания                                                                                          |
| Боевые и патрульные самолёты:    | Боевые и патрульные самолёты: | Боевые и патрульные самолёты: | Боевые и патрульные самолёты: | Боевые и патрульные самолёты: | Боевые и патрульные самолёты:                                                                       |
| Транспортные самолёты            | Транспортные самолёты         | Транспортные самолёты         | Транспортные самолёты         | Транспортные самолёты         | Транспортные самолёты                                                                               |
| -------------------------------- | ----------------------------- | ----------------------------- | ----------------------------- | ----------------------------- | --------------------------------------------------------------------------------------------------- |
| CASA C-295W                      |                               | Испания                       | военно-транспортный самолёт   |                               | |
| Ан-74                            |                               | СССР                          | транспортный самолёт          |                               | |
| Ан-26 Ан-26Б                     |                               | СССР                          | военно-транспортный самолёт   |                               | |
| Самолёты                         |                               |                               |                               |                               | |
| Sukhoi Superjet 100              |                               | Россия                        | пассажирский самолёт          |                               | |
| Beechcraft King Air              |                               | США                           | самолётов общего назначения   |                               | |
| Вертолеты                        |                               |                               |                               |                               | |
| Ми-17В-5 Ми-171Ш                 |                               | СССР Россия Казахстан         | транспортный вертолёт         |                               | в Казахстане осуществляется Серийное производство/Сборка Ми-8, Ми-17 и Ми-171 различных модификаций |
| Беспилотные летательные аппараты |                               |                               |                               |                               | |

## Суда Береговой охраны ПС КНБ РК
| Тип                                                  | Производство | Количество | Примечания |         |
| Корабли                                              | Корабли      | Корабли    | Корабли | Корабли |
| ---------------------------------------------------- | ------------ | ---------- | --- | ------- |
| Корабль 2 ранга пр. 0300 «Барс»                      | Казахстан    | 6          | «Сардар», б/н 201, — / 23.5.2006 / 01.12.2006; «Сакшы», б/н 202, — / 10.5.2008 / 2008; «Женис», б/н 203, — / 09.05.2010 / 2010; «Семсер», б/н 204, 2010 / 10.05.2012 / 05.12.2012; «Сарбаз», б/н 205, 2014 / 29.04.2016 / 22.08.2016 г.; «Нур-Султан», б/н 206, — / 25.04.2019 / 05.09.2019 |         |
| Патрульные катера типа «Буркит» (проект 0200 «Гриф») | Казахстан    | 7          | «Астана», б/н 301 19 .12.1998г; «Орал» б/н 302 ; 2000 г.; «Алматы», б/н 303 ; 2003 г.; «Актау», б/н 304 2004 ; «Атырау», б/н 305 2002г; «Тараз», б/н 306 2005 г. ; «Оскемен», б/н 307 2006.                                                                                                 |         |
| Патрульные катера типа «Айбар» (проект 0210)         | Казахстан    | 2+1        | «Караганды», б/н 308, 2012/12.07.2014 г./30.05.2015 г. «Туркестан», б/н 309, 2019/05.05.2021/04.07.2021 |         |
| Катера                                               |              |            | |         |
| Патрульные катера типа FC-19                         | Казахстан    | 4+1        | «Егемен», б/н 510, — / 09.09.2011 / 01.11.2011; «Калкан», б/н 511, — / 10.08.2013 / -; «Нурлы Жол», б/н 512, — / 30.04.2015 / -; «Ратмир», б/н 514 — / 18.07.2017 / 05.09.2017. |         |
| Патрульные катера типа «Сункар» (проект 0100)        | Казахстан    | 3          | б/н 502, 2002 г., б/н 503, 2004 г., б/н 504, 2006 г. |         |
| катера на воздушной подушке «Арктика»                | Казахстан    | 2          | «Иса батыр», б/н ???, 2018 г. «Досан батыр», б/н ???, 2018 г. |         |
| катер «Кайсар»                                       | Казахстан    | 2          | «Махамбет батыр», б/н 515, 2021 г. «Исатай батыр», б/н 516, 2021 г. |         |
| ледокол-буксир «Кажымукан» пр. 188 (пр. 3092)        | Казахстан    | 1          | б/н 513, 2013 / -.05.2016 / -.12.2016; |         |
| Прочее                                               |              |            | |         |
| Пункт маневренного базирования «Абай»                | Казахстан    | 1+1        | 2020 год |         |
| Судно обеспечения «Булан»                            | Казахстан    | 0+1        | строится |         |

## Руководители
Согласно Положению Пограничную службу возглавляет заместитель Председателя Комитета национальной безопасности Республики Казахстан — Директор Пограничной службы, назначаемый на должность и освобождаемый от должности Президентом Республики Казахстан по представлению Председателя Комитета национальной безопасности Республики Казахстан.
Руководители Пограничной службы Казахстана:
| №  | Ф.И.О.              | Дата начала и окончания работы на посту | Звание и название должности |
| -- | ------------------- | --------------------------------------- | --- |
| 1  | Евгений Неверовский | 1988 — октябрь, 1992                    | генерал-лейтенант, Заместитель Председателя КГБ РК — Командующий Пограничными войсками КГБ РК                                                                                        |
| 2  | Болат Закиев        | октябрь, 1992 — июнь, 1997              | генерал-лейтенант, Председатель Государственного Комитета Республики Казахстан по охране государственной границы                                                                     |
| 3  | Токтасын Бузубаев   | июнь, 1997 — июль, 1999                 | генерал-майор, Председатель Государственного Комитета по охране государственной границы РК (1997—1998); Командующий Силами охраны государственной границы ВС РК (1998—1999)          |
| 4  | Болат Закиев        | июль, 1999 — май, 2008                  | генерал-лейтенант, Заместитель Председателя КНБ РК — Директор Пограничной службы КНБ РК                                                                                              |
| 5  | Болат Киргизбаев    | май, 2008 — февраль 2011                | генерал-майор, Заместитель Председателя КНБ РК — Директор Пограничной службы КНБ РК                                                                                                  |
| 6  | Нуржан Мырзалиев    | февраль 2011 — 13 июня 2012             | генерал-майор, Заместитель Председателя КНБ РК — Директор Пограничной службы КНБ РК Снят с должности из-за трагического инцидента на пограничном посту «Арканкерген»                 |
| 7  | Турганбек Стамбеков | 13 июня 2012 — 25 декабря 2012          | полковник, Заместитель Председателя КНБ РК — временно исполняющий обязанности Директора Пограничной службы КНБ РК. Погиб 25 декабря 2012 года в авиационной катастрофе под Шымкентом |
| 8  | Нурлан Джуламанов   | 15 января 2013 — 27 октября 2014        | генерал-лейтенант, Заместитель Председателя КНБ РК — Директор Пограничной службы КНБ РК. Осуждён                                                                                     |
| 9  | Дархан Дильманов    | 27 октября 2014 — 5 апреля 2022         | генерал-лейтенант, Заместитель Председателя КНБ РК — Директор Пограничной службы КНБ РК. 22 июня 2022 года Дархан Дильманов задержан и находится под следствием.                     |
| 10 | Ерлан Алдажуманов   | с 23 мая 2022 года                      | генерал-майор, Заместитель Председателя КНБ РК — Директор Пограничной службы КНБ РК                                                                                                  |

## Ведомственные награды
В соответствии с Указом Президента Республики Казахстан от 30 сентября 2011 года № 155 «О вопросах государственных символов и геральдики ведомственных и иных, приравненных к ним, наград некоторых государственных органов, непосредственно подчиненных и подотчетных Президенту Республики Казахстан, Конституционного Совета Республики Казахстан, правоохранительных органов, судов, Вооруженных Сил, других войск и воинских формирований» ведомственные наградами Пограничной службы КНБ Республики Казахстан считаются:
- Медали:
  - «Miнciз қызметі үшін» (За безупречную службу) І, II, ІІІ степеней;
  - «Шекараны үздік күзеткені үшін» (За отличную охрану границы).
- Нагрудные знаки:
  - «Құрметті шекарашы» (Почётный пограничник);
  - «Шекара қызметінің үздігі» (Отличник пограничной службы) I, II степеней.

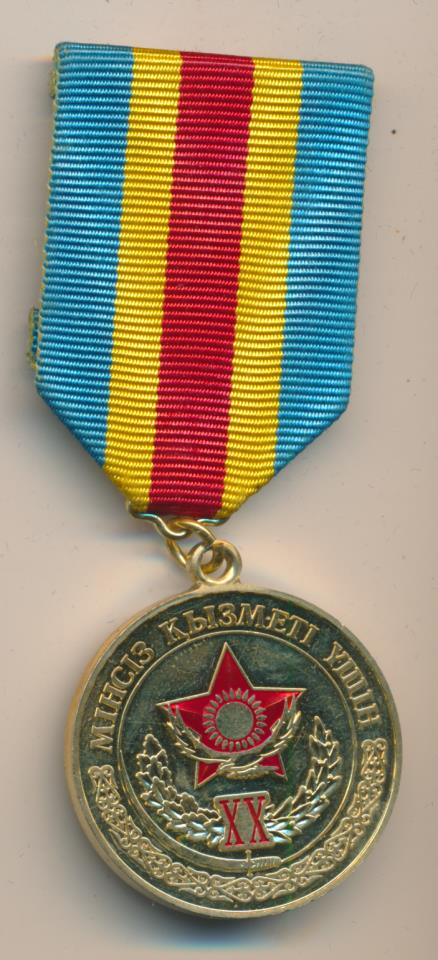
Медаль «За безупречную службу» 1 степени
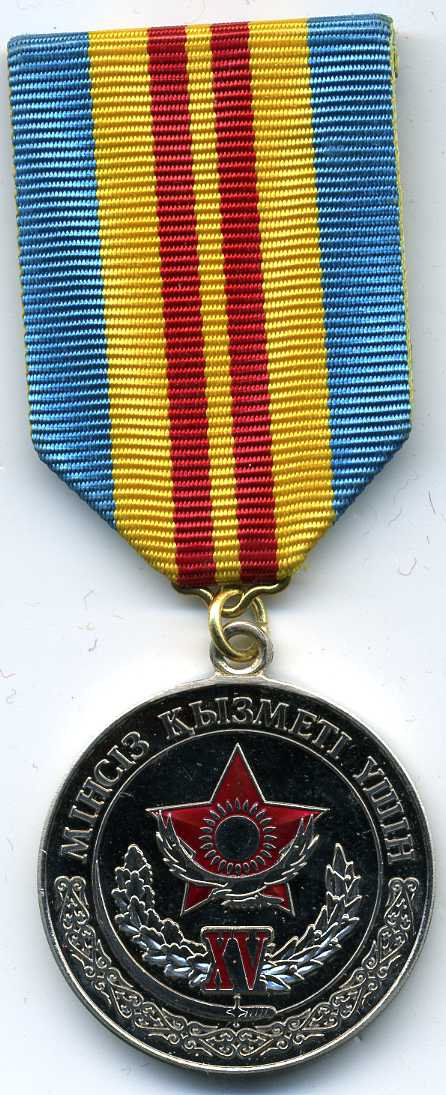
Медаль «За безупречную службу» 2 степени
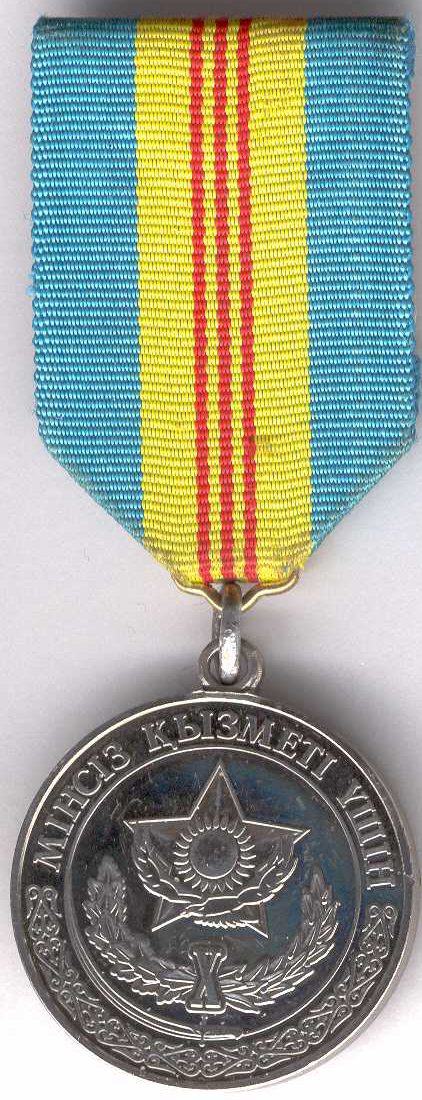
Медаль «За безупречную службу» 3 степени
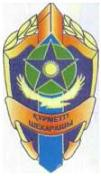
Нагрудный знак «Почётный пограничник»